# Source Code
Source Code är en amerikansk science fiction-thrillerfilm från 2011 i regi av Duncan Jones, med manus skrivet av Ben Ripley. Rollerna spelas av bland andra Jake Gyllenhaal, Michelle Monaghan, Vera Farmiga och Jeffrey Wright. Filmen hade världspremiär den 11 mars 2011 vid South by Southwest. Den släpptes den 1 april 2011 i Nordamerika och Europa.

## Medverkande
- Jake Gyllenhaal – Capt. Colter Stevens / Sean Fentress
- Michelle Monaghan – Christina Warren
- Vera Farmiga – Capt. Colleen Goodwin
- Jeffrey Wright – Dr. Rutledge
- Michael Arden – Derek Frost
- Russell Peters – Max Denoff
- Scott Bakula – Donald Stevens, Colters far (röst)
- Frédérick De Grandpré – Sean Fentress
- Cas Anvar – Hazmi